# Горн, Хенрик (фельдмаршал)
Барон Хенрик Горн аф Мариенборг (швед. Henrik (Henriksson) Horn af Kanckas, friherre Horn af Marienborg; 22 мая 1618 — 22 февраля 1693) — шведский маршал и адмирал.
Родился 22 мая 1618 в семье Хенрика Горна и его жены Анна Ёнсдоттер Снакерборг. Родился через два месяца после смерти отца.
В 1634 году прапорщик лейб-гвардии, 15 мая 1635 произведен в корнеты.
5 мая 1643 года в возрасте 25 лет был назначен полковником курляндского полка, а 19 декабря 1645 — полковником финского кавалерийского полка.
30 апреля 1651 года одновременно со своим двоюродным братом, Густавом Горном, был возведен в баронское достоинство с титулом барона аф Мариенборг.
29 апреля 1654 года произведен в генерал-майоры кавалерии, в 1656 году произведен в генерал-лейтенанты и назначен главой Вестерготландского кавалерийского полка. С 20 декабря 1657 назначен главнокомандующим войсками в Финляндии.
20 декабря 1660 года назначен членом риксрода, а также судьей апелляционного суда. 27 июля 1665 произведен в фельдмаршалы.
Хенрик Горн отличился в польской кампании и 16 февраля 1666 года был назначен генерал-губернатором Бремен-Вердена.
В 1677 году, несмотря на то, что не имел никакого военно-морского опыта был назначен командующим шведским флотом и в том же году потерпел сокрушительное поражение в сражении у бухты Кёге.
В 1678 году был назначен главнокомандующим войсками в Шведской Лифляндии.